# Maria de Luna
Maria de Luna (1358 — Villarreal, 29 de dezembro de 1406) foi Rainha Consorte de Aragão, como esposa do rei Martinho I, desde sua ascensão em 1396 até sua morte em 1406, como também regente de Aragão enquanto seu marido cuidava dos negócios na Sicília, um reino ao qual ele também tinha direito.

## Biografia

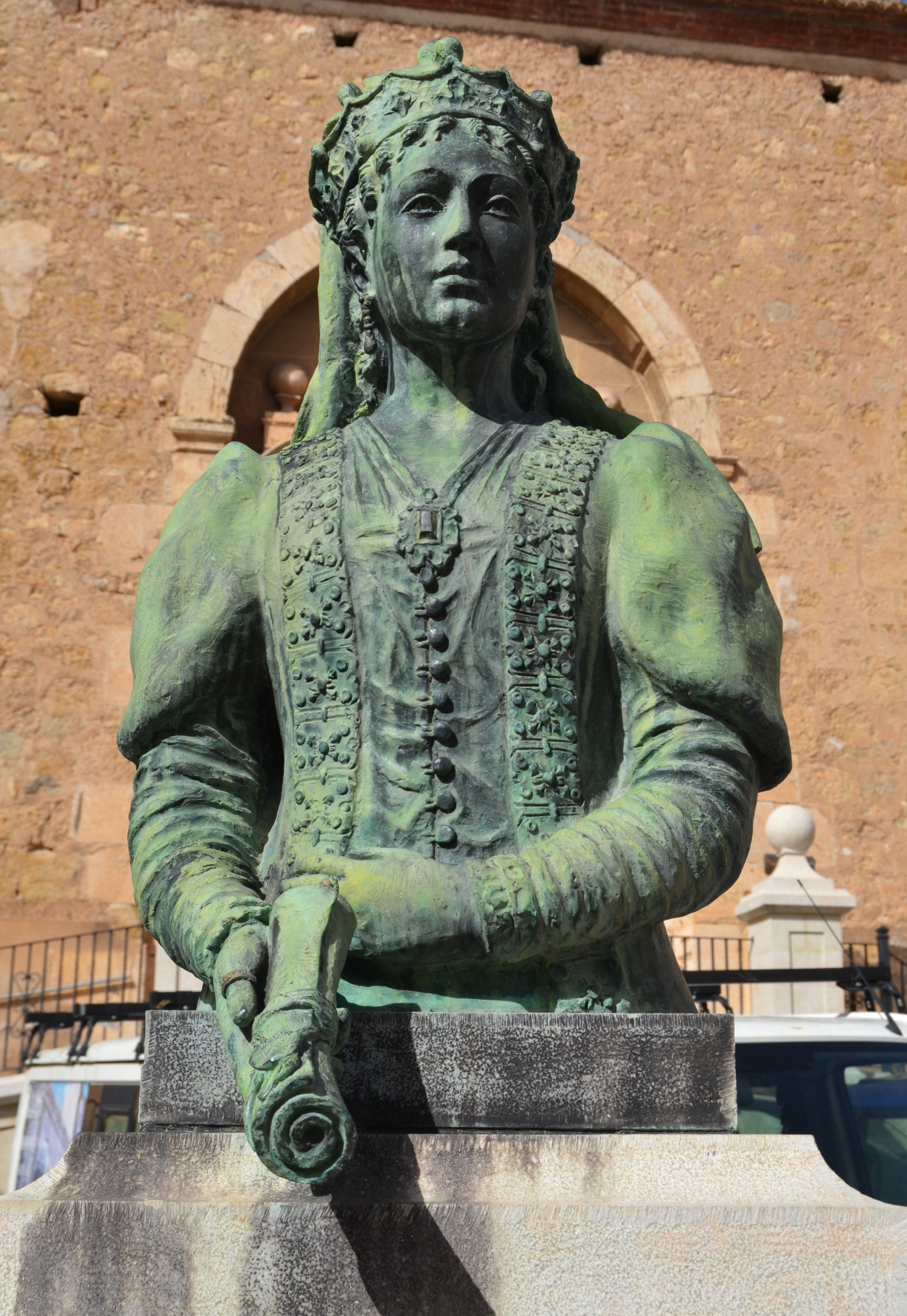
Estátua de Maria de Luna, na igreja de St. Martin, em Segorbe.

Maria era aragonesa de nascimento. A sua família pertencia à alta aristocracia de Aragão. Provavelmente nasceu em Pedrola (Saragoça), onde o seu pai tinha residência, ainda que possuísse senhorios por todo o reino. Os seus pais foram Dom Lope, primeiro conde de Luna, e Brianda d'Agout. Foi comprometida em casamento com o então infante Martim, filho de Pedro IV, o Ceremonioso, quando ainda não tinha 8 anos. Quando completasse 8 anos, deveria ser entregue à rainha Leonor para ser educada na Corte.
Maria de Luna e Martim I de Aragão uniram-se em matrimônio em um domingo, dia 13 de junho de 1372, na Catedral de Barcelona. Dessa união abençoada, nasceram quatro filhos: Martim, o primogênito, Jaime, João e Margarida. Infelizmente, os três últimos foram acometidos pela morte ainda na tenra idade, deixando apenas Martim para herdar a linhagem. Aos 33 anos, Martim ascendeu ao trono da Sicília, assumindo o reinado com maestria e sabedoria.
Maria, por sua vez, ostentou o título de Rainha de Aragão, Condessa de Luna, Duquesa de Montblanc e Senhora de Bolea, Berbegal, Loarre e Vall d'Uxó, entre outras terras.
Em 1396 ascendem ao trono, ela e o seu marido, quando morreu João I, o Caçador. Martim estava em Sicília, e por isso a nova rainha teve de agir como Governadora Geral frente às pretensões ao trono do conde de Foix e da rainha viúva Violante de Bar. Em 1397, Martim I voltou de Sicília e imediatamente jurou os foros, e foi coroado na Catedral de São Salvador de Saragoça, fazendo os festejos no palácio da Aljafería.
Foi uma mulher nobre, descendia da casa dos Luna, caridosa e amante da justiça, de profundas convicções religiosas, sem chegar à superstição, e aficionada com música e leitura. Mulher próxima ao povo, protegeu sempre aos mais desfavorecidos, com ajuda econômica, inclusive lhes eximiu de impostos. Defendeu os "pagesos de remença" de Catalunha, as aljamas de mouros e judeus de Calatayud e Daroca. Tentou propor a paz entre os clanes familiares que estavam assolando o reino, incluídos os da sua própria família. Escreveu várias cartas ao Papa, Bento XIII, para abolir os costumes catalães que considerava contrários ao direito humano e divino.
A rainha Maria teve uma saúde precária. Morreu de um ataque de apoplexia em 1406 em Vila-real, caminho das suas terras de Segorbe, quando ia se reunir com seu esposo que estava em Valência.
No seu testamento, redigido em 1404, doava aos frades franciscanos o mosteiro de Sancti Spiritu, que ela tinha promovido para eles (a 10 km de Sagunto e 35 km de Valência), assim como uma renda de 5.000 soldos valencianos que se cobrariam das rendas de Almonacid, aumentada mais tarde em 1.500 soldos que deviam se destinar para vestuário e manutenção e 500 soldos mais a cobrar das rentas de Paterna para reparações no edifício.